# Prémio do Cinema Europeu de melhor realizador
O Prémio do Cinema Europeu de melhor realizador (Portugal) ou diretor (Brasil) (em inglês: European Film Award for Best Director) é um prémio cinematográfico concedido anualmente, desde 1988, pela Academia de Cinema Europeu. Somente os cineastas europeus podem concorrer a este prémio.
De 1990 a 2000 o prémio não foi concedido.
A cor de fundo       indica os vencedores.

## Década de 1980
| Ano  | Realizador/Diretor | Filme                       | Título no Brasil    | Título em Portugal               |
| ---- | ------------------ | --------------------------- | ------------------- | -------------------------------- |
| 1988 | Wim Wenders        | Der Himmel über Berlin      | Asas do Desejo      | As Asas do Desejo                |
| 1988 | Terence Davies     | Distant Voices, Still Lives | Vozes Distantes     | Vozes Distantes, Vidas Suspensas |
| 1988 | Louis Malle        | Au revoir les enfants       | Adeus, Meninos      | Adeus, Rapazes                   |
| 1988 | Manoel de Oliveira | Os Canibais                 | Os Canibais         | Os Canibais                      |
| 1988 | Serguei Paradjanov | Ashik Kerib                 |                     | Ashik Kerib                      |
| 1989 | Géza Bereményi     | Eldorádó                    |                     |                                  |
| 1989 | Theo Angelopoulos  | Topio stin omichli          | Paisagem na Neblina |                                  |
| 1989 | Maciej Dejczer     | 300 mil do nieba            |                     | A 300 Milhas do Céu              |
| 1989 | Vasili Pichul      | Malenkaja Vera              |                     |                                  |
| 1989 | Jim Sheridan       | My Left Foot                | Meu Pé Esquerdo     | O Meu Pé Esquerdo                |

## Década de 2000
| Ano                                        | Realizador/Diretor                   | Filme                                     | Título no Brasil                     | Título em Portugal                                |
| ------------------------------------------ | ------------------------------------ | ----------------------------------------- | ------------------------------------ | ------------------------------------------------- |
| De 1990 a 2000 o prémio não foi concedido. |                                      |                                           |                                      |                                                   |
| 2001                                       | Jean-Pierre Jeunet                   | Le Fabuleux Destin d'Amélie Poulain       | O Fabuloso Destino de Amélie Poulain | O Fabuloso Destino de Amélie                      |
| 2001                                       | José Luis Garci                      | You're the One (una historia de entonces) |                                      |                                                   |
| 2001                                       | Péter Gothár                         | Paszport                                  |                                      |                                                   |
| 2001                                       | Ermanno Olmi                         | Il mestiere delle armi                    | O Objetivo das Armas                 | A Profissão das Armas                             |
| 2001                                       | François Ozon                        | Sous le sable                             | Sob a Areia                          | Sob a Areia                                       |
| 2001                                       | Éric Rohmer                          | L'anglaise et le duc                      | A Inglesa e o Duque                  | A Inglesa e o Duque                               |
| 2002                                       | Pedro Almodóvar                      | Hable con ella                            | Fale com ela                         | Fala com ela                                      |
| 2002                                       | Marco Bellocchio                     | L'ora di religione                        | A Hora da Religião                   |                                                   |
| 2002                                       | Andreas Dresen                       | Halbe Treppe                              | Entre Casais                         | A Meio Caminho                                    |
| 2002                                       | Aki Kaurismäki                       | Mies vailla menneisyyttä                  | O Homem Sem Passado                  | O Homem Sem Passado                               |
| 2002                                       | Mike Leigh                           | All or Nothing                            | Agora ou Nunca                       | Tudo ou Nada                                      |
| 2002                                       | Ken Loach                            | Sweet Sixteen                             |                                      |                                                   |
| 2002                                       | Roman Polański                       | The Pianist                               | O Pianista                           | O Pianista                                        |
| 2002                                       | Alexandr Sokurov                     | Russkij Kovcheg                           | Arca Russa                           | A Arca Russa                                      |
| 2003                                       | Lars von Trier                       | Dogville                                  | Dogville                             | Dogville                                          |
| 2003                                       | Wolfgang Becker                      | Good Bye, Lenin!                          | Adeus, Lenin!                        | Adeus, Lenine!                                    |
| 2003                                       | Nuri Bilge Ceylan                    | Uzak                                      |                                      | Uzak - Longínquo                                  |
| 2003                                       | Isabel Coixet                        | My Life Without Me                        | Minha Vida Sem Mim                   | A Minha Vida Sem Mim                              |
| 2003                                       | Marco Tullio Giordana                | La meglio gioventù                        | O Melhor da Juventude                | A Melhor Juventude                                |
| 2003                                       | Michael Winterbottom                 | In This World                             | Neste Mundo                          | Neste Mundo                                       |
| 2004                                       | Alejandro Amenábar                   | Mar adentro                               | Mar Adentro                          | Mar Adentro                                       |
| 2004                                       | Fatih Akın                           | Gegen die Wand                            | Contra a Parede                      | Head On - A Esposa Turca                          |
| 2004                                       | Pedro Almodóvar                      | La mala educación                         | Má Educação                          | Má Educação                                       |
| 2004                                       | Theo Angelopoulos                    | Trilogia – To livadi pou dakrizi          |                                      |                                                   |
| 2004                                       | Nimród Antal                         | Kontroll                                  |                                      |                                                   |
| 2004                                       | Agnès Jaoui                          | Comme une image                           | Questão de Imagem                    | Olhem para Mim                                    |
| 2005                                       | Michael Haneke                       | Caché                                     | Caché                                | Nada a Esconder                                   |
| 2005                                       | Susanne Bier                         | Brødre                                    |                                      |                                                   |
| 2005                                       | Roberto Faenza                       | Alla luce del sole                        |                                      |                                                   |
| 2005                                       | Álex de la Iglesia                   | Crimen Ferpecto                           |                                      | Crime Ferpeito                                    |
| 2005                                       | Paweł Pawlikowski                    | My Summer of Love                         | Meu Amor de Verão                    | Amor de Verão                                     |
| 2005                                       | Cristi Puiu                          | Moartea domnului Lăzărescu                |                                      |                                                   |
| 2005                                       | Wim Wenders                          | Don’t Come Knocking                       | Estrela Solitária                    | Estrela Solitária                                 |
| 2006                                       | Pedro Almodóvar                      | Volver                                    | Volver                               | Volver - Voltar                                   |
| 2006                                       | Susanne Bier                         | Efter brylluppet                          | Depois do Casamento                  |                                                   |
| 2006                                       | Emanuele Crialese                    | Nuovomondo                                | Novo Mundo                           | Golden Door - A Porta da Fortuna                  |
| 2006                                       | Florian Henckel von Donnersmarck     | Das Leben der Anderen                     | A Vida dos Outros                    | As Vidas dos Outros                               |
| 2006                                       | Ken Loach                            | The Wind That Shakes the Barley           | Ventos da Liberdade                  | Brisa de Mudança                                  |
| 2006                                       | Michael Winterbottom, Mat Whitecross | The Road to Guantanamo                    | O Caminho para Guantanamo            | A Caminho de Guantánamo                           |
| 2007                                       | Cristian Mungiu                      | 4 luni, 3 săptămâni şi 2 zile             | 4 Meses, 3 Semanas e 2 Dias          | 4 Meses, 3 Semanas e 2 Dias                       |
| 2007                                       | Fatih Akın                           | Auf der anderen Seite                     | Do Outro Lado                        | Do Outro Lado                                     |
| 2007                                       | Roy Andersson                        | Du levande                                | Vocês, os Vivos                      | Tu, que Vives                                     |
| 2007                                       | Stephen Frears                       | The Queen                                 | A Rainha                             | A Rainha                                          |
| 2007                                       | Kevin Macdonald                      | The Last King of Scotland                 | O Último Rei da Escócia              | O Último Rei da Escócia                           |
| 2007                                       | Giuseppe Tornatore                   | La sconosciuta                            | A Desconhecida                       | A Desconhecida                                    |
| 2008                                       | Matteo Garrone                       | Gomorra                                   | Gomorra                              | Gomorra                                           |
| 2008                                       | Laurent Cantet                       | Entre les murs                            | Entre os Muros da Escola             | A Turma                                           |
| 2008                                       | Andreas Dresen                       | Wolke neun                                |                                      | Nunca é Tarde Demais Para Amar                    |
| 2008                                       | Ari Folman                           | Waltz with Bashir                         | Valsa com Bashir                     | Valsa com Bashir                                  |
| 2008                                       | Steve McQueen                        | Hunger                                    |                                      | Fome                                              |
| 2008                                       | Paolo Sorrentino                     | Il Divo                                   | O Divo                               | Il Divo - A Vida Espectacular de Giulio Andreotti |
| 2009                                       | Michael Haneke                       | Das weiße Band                            | A Fita Branca                        | O Laço Branco                                     |
| 2009                                       | Pedro Almodóvar                      | Los abrazos rotos                         | Abraços Partidos                     | Abraços Desfeitos                                 |
| 2009                                       | Andrea Arnold                        | Fish Tank                                 | Aquário                              | Aquário                                           |
| 2009                                       | Jacques Audiard                      | Un prophète                               | O Profeta                            | Um Profeta                                        |
| 2009                                       | Danny Boyle                          | Slumdog Millionaire                       | Quem Quer Ser um Milionário?         | Quem Quer Ser Bilionário?                         |
| 2009                                       | Lars von Trier                       | Antichrist                                | Anticristo                           | Anticristo                                        |

## Década de 2010
| Ano                  | Realizador/Diretor                                 | Filme                                                   | Título no Brasil                                   | Título em Portugal      |
| -------------------- | -------------------------------------------------- | ------------------------------------------------------- | -------------------------------------------------- | ----------------------- |
| 2010                 | Roman Polański                                     | The Ghost Writer                                        | O Escritor Fantasma                                | O Escritor Fantasma     |
| 2010                 | Olivier Assayas                                    | Carlos                                                  | Carlos, o Chacal                                   | Carlos                  |
| 2010                 | Semih Kaplanoğlu                                   | Bal                                                     | Mel                                                | Mel                     |
| 2010                 | Samuel Maoz                                        | Lebanon                                                 | Líbano                                             | Líbano                  |
| 2010                 | Paolo Virzì                                        | La prima cosa bella                                     | A Primeira Coisa Bela                              | A Mais Bela das Coisas  |
| 2011                 | Susanne Bier                                       | Hævnen                                                  | Em um Mundo Melhor                                 | Num Mundo Melhor        |
| 2011                 | Luc Dardenne Jean-Pierre Dardenne                  | Le Gamin au vélo                                        | O Garoto de Bicicleta                              | O Miúdo da Bicicleta    |
| 2011                 | Aki Kaurismäki                                     | Le Havre                                                | O Porto                                            | Le Havre                |
| 2011                 | Béla Tarr                                          | A Torinói Ló                                            | O Cavalo de Turim                                  | O Cavalo de Turim       |
| 2011                 | Lars von Trier                                     | Melancholia                                             | Melancolia                                         | Melancolia              |
| 2012                 | Michael Haneke                                     | Amour                                                   | Amor                                               | Amor                    |
| 2012                 | Nuri Bilge Ceylan                                  | Bir Zamanlar Anadolu'da                                 | Era Uma Vez na Anatólia                            | Era Uma Vez na Anatólia |
| 2012                 | Steve McQueen                                      | Shame                                                   | Shame                                              | Vergonha                |
| 2012                 | Paolo Taviani Vittorio Taviani                     | Cesare deve morire                                      | César Deve Morrer                                  | César Deve Morrer       |
| 2012                 | Thomas Vinterberg                                  | Jagten                                                  | A Caça                                             | The Hunt - A Caça       |
| 2013                 | Paolo Sorrentino                                   | La grande bellezza                                      | A Grande Beleza                                    | A Grande Beleza         |
| 2013                 | Pablo Berger                                       | Blancanieves                                            | Branca de Neve                                     | Branca de Neve          |
| 2013                 | Felix van Groeningen                               | The Broken Circle Breakdown                             | Alabama Monroe                                     | Ciclo Interrompido      |
| 2013                 | / Abdellatif Kechiche                              | La vie d'Adèle                                          | Azul É a Cor Mais Quente                           | A Vida de Adèle         |
| 2013                 | François Ozon                                      | Dans la maison                                          | Dentro da Casa                                     | Dentro de Casa          |
| 2013                 | Giuseppe Tornatore                                 | La migliore offerta                                     | O Melhor Lance                                     | A Melhor Oferta         |
| 2014                 |                                                    |                                                         |                                                    |                         |
| Paweł Pawlikowski    | Ida                                                | Ida                                                     | Ida                                                |                         |
| Nuri Bilge Ceylan    | Kış Uykusu                                         | Winter Sleep                                            | Sono de Inverno                                    |                         |
| Steven Knight        | Locke                                              |                                                         | Locke                                              |                         |
| Ruben Östlund        | Turist                                             | Força Maior                                             | Força Maior                                        |                         |
| Paolo Virzì          | Il capitale umano                                  | Capital Humano                                          | Capital Humano                                     |                         |
| Andrey Zvyagintsev   | Leviafan                                           | Leviatã                                                 | Leviatã                                            |                         |
| 2015                 |                                                    |                                                         |                                                    |                         |
| Paolo Sorrentino     | Youth                                              |                                                         | A Juventude                                        |                         |
| Małgorzata Szumowska | Ciało                                              |                                                         |                                                    |                         |
| Yorgos Lanthimos     | The Lobster                                        |                                                         |                                                    |                         |
| Nanni Moretti        | Mia madre                                          | Mia Madre                                               | Minha Mãe                                          |                         |
| Roy Andersson        | En duva satt på en gren och funderade på tillvaron | Um Pombo Pousou num Galho Refletindo sobre a Existência | Um Pombo Pousou num Ramo a Reflectir na Existência |                         |
| Sebastian Schipper   | Victoria                                           | Victoria                                                |                                                    |                         |
| 2016                 |                                                    |                                                         |                                                    |                         |
| Maren Ade            | Toni Erdmann                                       |                                                         |                                                    |                         |
| Pedro Almodóvar      | Julieta                                            |                                                         |                                                    |                         |
| Ken Loach            | I, Daniel Blake                                    |                                                         |                                                    |                         |
| Cristian Mungiu      | Bacalaureat                                        |                                                         |                                                    |                         |
| Paul Verhoeven       | Elle                                               |                                                         |                                                    |                         |
| 2017                 |                                                    |                                                         |                                                    |                         |
| Ruben Östlund        | The Square                                         |                                                         |                                                    |                         |
| Ildikó Enyedi        | Testről és lélekről                                |                                                         |                                                    |                         |
| Aki Kaurismäki       | Toivon tuolla puolen                               |                                                         |                                                    |                         |
| Yorgos Lanthimos     | The Killing of a Sacred Deer                       |                                                         |                                                    |                         |
| Andrey Zvyagintsev   | Nelyubov                                           |                                                         |                                                    |                         |